# Aloe frutescens
Aloe frutescens é uma espécie de liliopsida do gênero Aloe, pertencente à família Asphodelaceae.